# Timi Zajc
Timi Zajc, slovenski smučarski skakalec, * 26. april 2000, Slovenija. 
Zajc je olimpijski prvak na mešani tekmi ekip in podprvak na ekipni tekmi, svetovni prvak na veliki skakalnici posamično in ekipno ter svetovni prvak v smučarskih poletih ekipno in podprvak posamično. V svetovnem pokalu je dosegel pet zmag na posamičnih tekmah. Kot prvi in edini smučarski skakalec je osvojil vseh deset možnih naslovov državnega prvaka Slovenije v kategorijah od devet do šestnajst let ter v članski konkurenci (poletni in zimski naslov).

## Mladost, šolanje, konjički

### Mladost
Odraščal je v naselju Hramše v Krajevni skupnosti Galicija v občini Žalec. Rodil se kot drugi otrok materi Klavdiji in očetu Boštjanu Zajcu. Smučarske skoke je začel trenirati pri štirih letih in pol s starejšim bratom Markom na lokalni skakalnici v Vizorah. Za šport ga je navdušil oče Boštjan, ki je v mladosti treniral skoke, njegov trener pa je bil v klubu v Vizorah Stanislav Grm, dokler ni pri 15 letih postal član mladinske reprezentance in zamenjal klub za SSK Ljubno. Oče je po poklicu glasbenik, igra harmoniko, bariton in bas kitaro pri ansamblu Slovenski zvoki. 

### Šolanje
Šolal se je na OŠ Dobrna in opravil prvi letnik srednje šole na trgovski šoli Celje. Preselil se je v dijaški dom v Kranj, kjer je nadaljeval na SESGŠ, v Kranju, kjer je zaključil triletno šolanje za trgovca, trenutno (2018/19) pa je vpisan v dveletno izobraževanje za ekonomskega tehnika. 
Marca 2019 je v intervjuju za časopis Delo povedal, da je občutil pritisk za šolanje v Kranju. Svojo odločitev za šolanje in vpis v dijaški dom v Kranju je obžaloval in tega ne bi več ponovil. Obiskoval je glasbeno šolo v Velenju.

### Konjički
V prostem času vozi motokros s svojo Yamaho YZF450. S svojim avtom Golf GTI včasih dirka tudi na grobniškem dirkališču na Hrvaškem. Uživa v adrenalinskih športih in igra na harmoniko.
Ansambel Slovenski zvoki je skupaj s Timijem Zajcem posnel pesem Planiška polka. Timi pri izvajanju pesmi igra harmoniko in bariton. Glasbo in aranžma za pesem je prispeval Bojan Lugarič, besedilo pa Vera Šolinc. Govor v pesmi je prispeval znani komentator smučarskih skokov Andrej Stare. V manj kot treh letih od objave ima pesem Planiška polka na platformi youtube.com več kot 440.000 ogledov. Z ansamblom Slovenski zvoki je pesem Planiška polka zaigral tudi v popularni oddaji Pri črnem Petru na Planet TV.
V domačih Hramšah ob hiši ima skakalnico, ki mu jo je pri dvanajstih letih zgradil oče. V intervjuju za Siol je Timi povedal, da mu je oče postavil "spomenik", ki ga bo tudi po zaključku kariere spominjal na njegove smučarske skoke.

## Kariera
Osvojil je skupno razvrstitev Alpe Adrie. Nekaj časa je treniral tudi nordijsko kombinacijo in postal državni podprvak v kategoriji dečki do 14 let, v zimski sezoni pa je postal državni prvak v kategoriji dečki do 15 let. Do 15 leta je bil član Smučarske društva Vizore, kjer je bil njegov trener oče Boštjan Zajc in Stanislav Grm. Leta 2015 je prestopil v SSK Ljubno BTC, kjer je dobil štipendijo in sodeloval s trenerjem Miho Sušnikom. Leta 2016 je začel pod vodstvom Gorazda Pogorelčnika trenirati v panožnem centru Kranj kot član mladinske reprezentance in 1. selekcije DPNC. Od sezone 2018/19 Mlade A reprezentance. Od jeseni 2018 tekmuje na smučeh fluege.de. 
V sezoni 2016–17 je nastopal v tekmovanjih Alpen Cup (Alpski pokal), Celinskem pokalu in FIS Cupu. V Alpen Cupu se je štirikrat uvrstil na stopničke ter zmagal na tekmi v Hinterzartnu. Januarja in februarja je nastopil na štirih tekmah celinskega pokala, najvišje se uvrstil na deseto mesto v Erzurumu. Največji uspeh v sezoni je dosegel s posamično in ekipno zmago na European Youth Olympic Festivalu (Olimpijski festival evropske mladine), prav tako v Erzurumu.
V poletni sezoni 2017 zmaga trikrat na tekmah FIS Cupa in se štirikrat povzpne na oder v poletnem celinskem pokalu, od tega enkrat zmaga v Trondheimu 17. avgusta 2017. Na članskem poletnem državnem prvenstvu osvoji prvo mesto pred N. Dežmanom in T. Bartolom. Po uspešni poletni sezoni dobi povabilo za prvo tekmo svetovnega pokala.

### Sezona 2017/18
Na najvišji ravni je začel nastopati v sezoni 2017–18. Na prvem vikendu v Wisli (17.–19. 11. 2017) se je na posamični tekmi prebil skozi kvalifikacije, a je bil na tekmi diskvalificiran zaradi dresa. Debi doživi tudi na ekipni tekmi, kjer reprezentanca doseže 6. mesto. 2. decembra 2017 je na tekmi v ruskem Nižnem Tagilu prvič osvojil točke za svetovni pokal. Potem ko je bil po prvem skoku na 27. mestu je v finalu navdušil z dobrim skokom in se prebil za petnajst mest naprej ter zasedel končno 12. mesto. Na koncu sezone je tudi njegova najvišja uvrstitev v sezoni, kjer se skupno devetkrat uvrsti med trideseterico. 23. decembra zmaga na državnem prvenstvu. Trener Goran Janus ga uvrsti kot petega skakalca za ZOI, kjer nastopi na manjši skakalnici in doseže 33. mesto. 

### Sezona 2018/19
Na prvi tekmi doseže s petim mestom najboljšo uvrstitev do takrat. Kmalu postane najboljši Slovenec v svetovnem pokalu, saj se redno uvršča med deseterico. Zajc je 27. januarja 2019 na tekmi v Saporu osvojil svoje prve stopničke v karieri in tako postal prvi skakalec, rojen po 1. januarju 2000, ki je stopil na zmagovalni oder. 1. februarja prvič nastopi v Oberstdorfu na letalnici in prvič zmaga v svetovnem pokalu. Na svetovnem prvenstvu se uvrsti na deseto mesto na večji napravi, 50. na manjši, na ekipni pa doseže 6. mesto.

### Sezona 2020/21

#### Planica 2020 - svetovno prvenstvo v smučarskih poletih
Med FIS svetovnim prvenstvom v smučarskih poletih, ki je med 10. in 13. 12.2020 potekalo v Planici, je Timi Zajc prvi temovalni dan v posamični tekmi (11. 12. 2020) na družabnem omrežju instagram objavil zapis, ki je sprožil val dogodkov kot jih na svetovnih prvenstvih v smučarskih poletih na Slovenskem še nismo doživeli. V svoji izjavi je Zajc pozval glavnega trenerja Bertonclja, da prevzame odgovornost za slabe rezultate vseh slovenskih tekmovalcev. Cinično je zapisal, da se sam lahko samo zahvali in poslovi.
Naslednji dan, v soboto 12. 12. 2020 zjutraj je bil Zajc izločen s svetovnega prvenstva v Planici. Predsednik Zbora in Odbora za smučarske skoke in nordijsko kombinacijo Ljubo Jasnič je javnost obvestil o izločitvi Timija Zajca s svetovnega prvenstva na podlagi podpisane pogodbe s športnikom, pravilnikom o pravicah in dolžnostih tekmovalcev ter disciplinskim pravilnikom Smučarske zveze Slovenije. Obenem je sporočil, da se s prvenstva nemudoma umika glavni trener Gorazd Bertoncelj ter da njegovo mesto prevzema Bertoncljev pomočnik Robert Hrgota. Posledično so drugi dan tekmovanja posameznikov nastopili zgolj trije slovenski smučarski skakalci. Vodstvo SZS je na FIS naslovilo prošnjo za vključitev Petra Prevca, ki je na prvenstvu opravljal delo predskakalca, v ekipo. Krovna organizacija je v nasprotju s svojimi pravili naredila izjemo in Petru Prevcu dovolila nastop na ekipni tekmi 13. 12. 2020.
Plaz dogodkov, ki so bili sproženi z Zajčevo javno kritiko glavnega trenerja na družabnem obrežju Instagram, je nemudoma odmeval tudi v tujih medijih, ki poročajo o zimskih športih. O dogodkih v slovenski reprezentanci so med drugimi poročali tagesschau.de, de24.news, newsskijumping.wordpress.com, skispringen.com, Salzburger Nachrichten, berkutschi.com...
O primeru Timija Zajca in posedicah planiških dogodkov se je v tekstu Timijeva vnaprej izgubljena tekma obširneje razpisala tudi Odvetniška pisarna Bolcar iz Ljubljane.
Timi Zajc je v soboto (12. 12. 2020) za nacionalno televizijo izrazil nezadovoljstvo s trenersko ekipo in vodstvom reprezentance. Prepričan je, da so mu delali škodo. Izrazil je prepričanje o slabem strokovnem delu vodstva. Povedal je, da so mu oprali možgane in da jim je slepo verjel, zato je proti njim napovedal pravne postopke z odvetnikom. Krivca za nastalo situacijo vidi v Jelku Grosu, za katerega meni, da je odgovoren za oškodovanje velikega števila fantov. Zajc je izrazil prepričanje, da se razmere pri skokih ne bodo uredile, dokler bodo na zvezi ljudje, kot je Gros. Na izjave Timija Zajca se je še isti dan v intervjuju za RTV Slovenija odzval Jelko Gros, ki je demantiral njegove trditve o neuspehih ter izrazil prepričanje, da Timi ravna pod vplivom svojega očeta. Timijev oče naj bi dan prej Grosa namreč nadlegoval z istimi besedami. Gros je javno izrazil prepričanje, da oče Boštjan sina Timija izkorišča za svoje frustracije. Povedal je, da s Timijem delajo od njegovega 13. leta in so vedno delovali v njegovo korist.
V nedeljo (13. 12. 2020) je ekipa Slovenije (v prenovljeni sestavi: Lanišek, D. Prevc, P. Prevc in Pavlovčič) dosegla ekipno četrto mesto v smučarskih poletih.

#### Dogajanje po svetovnem prvenstvu v Planici
V ponedeljek 14. 12. 2020 je dolgoletni radijski komentator smučarskih skokov in urednik športnega uredništva na Valu 202 Boštjan Reberšak v radijski oddaji SOS odmev izjavil, da se v petek ni končalo zgolj z Zajčevim zapisom na socialnem omrežju. Problematično naj bi dogajanje postalo šele, ko je prišlo do groženj različnim ljudem. Po Reberšakovh besedah naj bi grožnje prišle iz okolice, ki obdaja Timija. V petek naj bi po njegovih besedah s tem komuniciranjem prišlo do marsičesa, kar ne sodi k športu. Tudi drugi skakalci naj bi obsodili prav to dogajanje, zato niso javno podprli Timija.  
RTV Slovenija je v ponedeljek 14. 12. 2020 popoldan objavil, da se je Timi Zajc preko svojega kluba SSK Ljubno za svoj zapis in izjave opravičil klubu, Smučarski zvezi Slovenije, sponzorjem, kolegom v reprezentanci, organizatorjem svetovnega prvenstva v smučarskih poletih 2020 in vsem, ki spremljajo smučarske skoke. Zapis in izjavo naj bi zapisal oz. izrekel v afektu po velikem razočaranju nad potekom tekme. Timi naj bi si želel nadaljevati sezono.
Za oddajo Svet na Kanalu A je v ponedeljek 14. 12. 2020 dal izjavo tudi Timijev oče Boštjan Zajc. Po njegovem krivdo za nastalo situacijo nosi Jelko Gros. Po besedah Boštjana Zajca je največji problem situacije, ki jo je potrebno razčistiti, v tem: "Oni ne privoščijo Štajercem, da so najboljši skakalci. Se je že sedaj pokazalo, da so vsa državna, na državnih prvenstvih, vse zmage pobrali oni, v vseh kategorijah, Štajerci. Oni tega ne prenesejo in mečejo polena pod noge."
17. 12. 2020 je Disciplinska komisija Smučarske zveze Slovenije Timiju Zajcu izdala opomin pred izključitvijo iz reprezentance za določen čas ali za stalno.
23. 12. 2020 je potekalo državno prvenstvo v Planici. Timi Zajc je dosegel 10 mesto. S tem rezultatom se ni uvrstil v ekipo za 69. novoletno turnejo.
18. 1. 2021 je trener Robert Hrgota ocenil, da Timi dobro in konstantno skače ter ga bo mogoče vključil v ekipo, ki bo konec tedna nastopila v finskem Lahtiju. Naslednji dan je Hrgota sporočil, da bo Timi Zajc še en teden treniral doma ter da se bo ostalim pridružil na tekmi v Willingenu 29.1.2021.

#### Vrnitev v A-reprezentanco
Timi Zajc je v A-reprezentaco ponovno vstopil v nemškem Willingenu. 29. 1. 2021 je v kvalifikacijah zasedel 49. mesto. Kot povratnik na tekmah svetovnega pokala je 30. 1. 2021 Timi Zajc dosegel 42. mesto. S tem rezultatom se ni uvrstil v finalno drugo serijo skokov. Na nedeljski tekmi 31. 1. 2021 zaradi vetrovnih razmer ni bilo kvalifikacij, izvedena je bila samo prva serija, na kateri je tekmovalo 55 skakalcev. Timi Zajc je s skokom dolžine 110,5 m dosegel 43. mesto. Ta rezultat mu ni prinesel novih točk v svetovnem pokalu.
Prvi vikend v februarju je Timi z reprezentanco nastopil v nemškem Klingenthalu. V petek 5.2.2021 je v prolugu zasedel 24. mesto. V soboto 6. 2. 2021 je na posamični tekmi dosegel 36. mesto. S tem rezultatom se ni uvrstil v drugo serijo. Na nedeljski tekmi 7. 2. 2021 ni bilo kvalifikacij, bil je samo prolog. V prvi seriji je Timi Zajc z daljavo 133m osvojil 20. mesto in se uvrstil v drugo serijo. V drugi seriji je z najslabšo daljavo (113 m) dosegel končno zadnje mesto (29.). S tem rezultatom je ponovno osvojil točke v svetovnem pokalu.
Sledilo je tekmovanje za svetovni pokal v poljskih Zakopanah. Na sobotni tekmi, 13.2.2021, je Timi dosegel nove točke v svetovnem pokalu. S skokoma 135 m in 129m je dosegel končno 18. mesto. Na nedeljski tekmi, 14.2.2021, se Timi ni usvrstil v finale. Z daljavo 125m je dosegel končno 35. mesto. Vodja panoge za smučarske skoke in nordijsko kombinacijo Gorazd Pogorelčnik je 15.2.2021 sporočil, da se Timi do tekem za svetovni pokal v Planici umika iz tekem na najvišji ravni. V tem času se bo po načrtu posvetil treningom.

#### Planica 2021
Kot eden od trinajstih slovenskih skakalcev se je Timi udeležil svetovnega prvenstva v poletih v Planici v tednu od 23. do 28. marca 2021. Prvi dan v kvalifikacijah je Zajc z najdaljšim slovenskim skokom serije 233m dosegel 15. mesto. Na četrtkovi posamezni tekmi je kot eden od desetih Slovencev nastopil tudi Zajc. S skokoma dolžine 213 m in 200,5 m je osvojil 29. mesto. Na petkovi posamezni tekmi je Zajc ostal brez točk v svetovnem pokalu. Tekmo je s skokom dolžine 201,5m zaključil na 35. mestu. S tem nastopom je zaključil sezono 2020/21, saj na sobotni in nedeljski ekipni in posamični tekmi ni bil več uvrščen v nadaljevanje tekmovanja. Timi Zajc je tako sezono 2020/21 v svetovnem pokalu zaključil na 46. mestu. V sezoni 2020/21 je v svetovnem pokalu skupaj osvojil 60 točk.

### Sezona 2021/22
Z mešano slovensko skakalno ekipo je na tretji tekmovalni dan na srednji skakalnici v Pekingu, v kateri so bili tudi Peter Prevc in Urša Bogataj osvojil zlato medaljo. Dan prej je bil v moški posamični tekmi na srednji skakalnici deveti. Na veliki skakalnici je bil na posamični tekmi šesti, na ekipni tekmi pa je z ekipo osvojil še srebrno medaljo. Na svetovnem prvenstvu v poletih v Vikersundu je na posamični tekmi postal svetovni podprvak, na ekipni pa svetovni prvak.

## Svetovni pokal

### Točkovanje
| Sezona  | Skupno | NT | SP | RA | W5 | P7 |
| ------- | ------ | -- | -- | -- | -- | -- |
| 2017/18 | 32     | 16 | –  | 47 | 27 | –  |
| 2018/19 | 9      | 20 | 6  | 16 | 6  | 3  |

### Posamične tekme (41)
| Sezona  | 1     | 2       | 3            | 4            | 5                | 6         | 7         | 8          | 9                      | 10        | 11            | 12            | 13            | 14        | 15        | 16      | 17         | 18          | 19         | 20        | 21        | 22        | 23   | 24          | 25        | 26        | 27      | 28      | Točke |
|         |       |         |              |              |                  |           |           |            |                        |           |               |               |               |           |           |         |            |             |            |           |           |           |      |             |           |           |         |         |       |
| 2017/18 | Wisła | Kuusamo | Nizhny Tagil | Nizhny Tagil | Titisee-Neustadt | Engelberg | Engelberg | Oberstdorf | Garmisch-Partenkirchen | Innsbruck | Bischofshofen | Tauplitz      | Zakopane      | Willingen | Willingen | Lahti   | Oslo       | Lillehammer | Trondheim  | Vikersund | Planica   | Planica   |      |             |           |           |         |         | 88    |
| 2017/18 | DQ    | –       | 12           | 22           | q                | 24        | –         | 26         | 22                     | 17        | 27            | –             | 47            | 17        | 41        | –       | 43         | 35          | 27         | –         | –         | –         |      |             |           |           |         |         | 88    |
|         |       |         |              |              |                  |           |           |            |                        |           |               |               |               |           |           |         |            |             |            |           |           |           |      |             |           |           |         |         |       |
| 2018/19 | Wisła | Kuusamo | Kuusamo      | Nizhny Tagil | Nizhny Tagil     | Engelberg | Engelberg | Oberstdorf | Garmisch-Partenkirchen | Innsbruck | Bischofshofen | Val di Fiemme | Val di Fiemme | Zakopane  | Sapporo   | Sapporo | Oberstdorf | Oberstdorf  | Oberstdorf | Lahti     | Willingen | Willingen | Oslo | Lillehammer | Trondheim | Vikersund | Planica | Planica | 833   |
| 2018/19 | 5     | 7       | 11           | 8            | 24               | 12        | 18        | 9          | 8                      | 10        | 43            | 12            | 21            | 7         | 6         | 2       | 1          | 9           | 13         | –         | 9         | 8         | 14   | 39          | 4         | 25        | 4       | 5       | 833   |